# Sarong

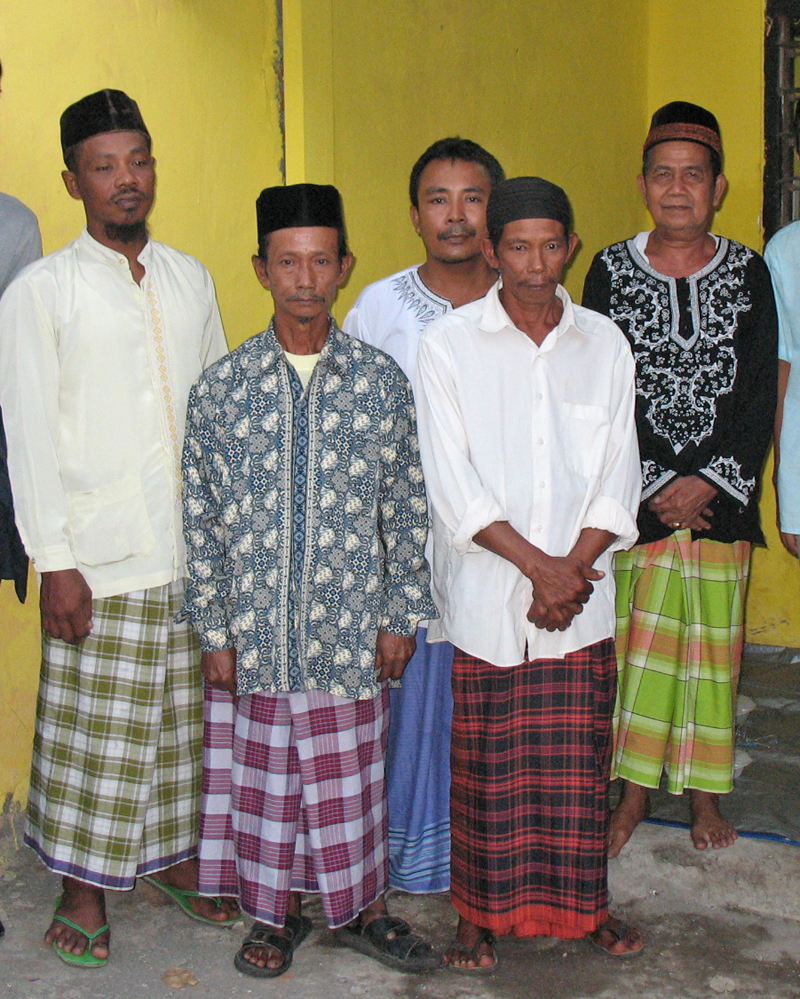
Homes que duen un Sarong a Surabaya (Java Oriental)

Un sarong és una peça de vestir llarga de teixit de cotó, seda o també materials sintètics. Etimològicament, el mot prové del malai i vol dir «peça semblant a una faldilla». Sovint va cenyit al voltant de la cintura i es porta com una faldilla, tant per a homes com per a dones, en àmplies parts del sud-est asiàtic, excloent-ne el Vietnam, i en moltes illes del Pacífic. La tela pot arribar a mesurar uns 4'5 metres i sovint té colors vius o té estampats intricats amb dissenys que representen animals o plantes, dibuixos geomètrics o de quadres, que retiren als resultats del «tie-dye». Els sarongs també són utilitzats per a decorar les parets i per a confeccionar altra mena de roba, com xals, portanadons, vestits complets o robes per a la part superior del cos. Els de més renom són potser els confeccionats a les illes de Batu Bara i Sumatra que estan fets amb fil d'or.
La tècnica de tenyiment del batik està associada a la producció de sarongs.

## Variacions regionals

### Àsia
D'origen disputat, el sarong és portat per homes i dones en molts indrets del continent asiàtic, éssent una peça de roba habitual a Brunei, Indonèsia, Filipines, Cambodja, Malàisia, Singapur, Sri Lanka i gran part del subcontinent indi. Val a dir, però, que adopta noms locals en cada cas, així com pecularitats regionals distintives com ara estampats, teixits o bé maneres de tenyir les teles, entre d'altres.
Els sarongs estan molt estesos en l'estat meridional de Kerala a l'Índia, on reben el nom de lungui. A diferència dels vistosament acolorits sarongs asiàtics, la varietat de Kerala és sovint d'un blanc llis i es porta amb propòsits religiosos o cerimonials. Hi ha vestits basats en mundu que poden ser portats per dones, encara que generalment elles solen utilitzar el sari.
A l'arxipèlag indonesi, el sarong sol ser estampat amb quadres, de colors brillants aconseguits amb el tint de batik o ikat. Les versions modernes poden contenir figures zoomorfes o vegetals impreses. Resulta interessant veure com el sarong ha esdevingut un símbol identitari nacional, indepentdentment de la religió que es professi. Portat també per homes i dones en tot tipus d'ocasions; sol mesurar uns 0'91 metres d'amplada per 2'3 metres de llargada, aproximadament.

### Països occidentals
A Europa i Amèrica, el teixit del sarong és generalment força lleuger, essent freqüentment raió. Els sarongs occidentals poden tenir vores decoratives en tots dos extrems. També solen tenir llaços, que són llargues i primes peces de teixit usades per a ajudar a mantenir el sarong al cos i que no caigui pel moviment de la persona. Tot sovint són utilitzats a l'occident per les dones com una coberta sobre el vestit de bany, encara que normalment es diuen pareo.

## Fixació de la peça
Hi hanombrosos mètodes de fixació per a fixar un sarong al cos del seu portador. En alguns casos, aquestes tècniques difereixen considerablement segons el sexe del portador. Si el sarong té llaços, poden ser usats per a tenir-lo al seu lloc. Si no hi ha llaços, es pot usar un imperdible, o es pot mantenir agafat fortament una capa sobre una altra, nuant les cantonades en un nus entorn del cos, o fins i tot amb una cintura.

## Peces de vestir similars
Al Bangladeix els homes tradicionalment porten faldetes anomenades lungui. Se solen fabricar amb cotó, però també es fan de seda i d'altres teixits. Són sovint confeccionats en una llarga forma cilíndrica, perquè no llisqui el lungui després de ser lligat. Al Bengala Occidental en l'Índia, una mena particular de lungui, el dhuti, és freqüent. A Birmània, tant homes com a dones porten gonelles anomenades longyi.
En la costa d'Àfrica oriental, la vestimenta tradicional dels homes suahili és una forma de sarong dita kikoy. Es fan de cotó i tenen bandes horitzontals de colors lluents.